# 八幡村 (大分県玖珠郡)
八幡村（やはたむら）は、大分県玖珠郡にあった村。現在の玖珠町の一部にあたる。

## 地理
- 河川：太田川[3]、春田川[4]、大浦川[4]、並石川[4]
- 山岳：角埋山[3]

## 歴史
- 1889年（明治22年）4月1日、町村制の施行により、玖珠郡太田村、綾垣村、山下村、古後村が合併して村制施行し、八幡村が発足[1][2]。旧村名を継承した太田、綾垣、山下、古後の4大字を編成[2]。
- 1942年（昭和17年）豊後八幡郵便局開設[2]
- 1955年（昭和30年）3月1日、玖珠郡玖珠町、森町、北山田村と合併し、玖珠町が存続して廃止された[1][2]。

### 地名の由来
郷社松平（まつべら）八幡神社にちなむ。

## 産業
- 農業、商業、工業、交通業[2]